# Eládio Clímaco
Eládio Táboas Clímaco (Lisboa, 27 de outubro de 1941) é um apresentador português de televisão . É conhecido sobretudo pela apresentação dos Festivais RTP da Canção e dos Jogos sem Fronteiras, assim como pela locução portuguesa do Festival Eurovisão da Canção.

## Carreira
Após uma breve passagem pelo teatro e pelo cinema, Eládio Clímaco esteve na Rádio Graça durante quatro anos. Entrou para a RTP em 1972, tendo sido um dos 16 seleccionados num concurso que envolvia cerca de 500 candidatos. Do mesmo grupo, foram integrados na RTP Raul Durão, Maria Elisa e Ana Zanatti.
No ano seguinte, apresentou Domingo à Noite, com gravações no Teatro Maria Matos, em Lisboa, um programa com diversas rubricas, entre a música, o humor e a dança.
A seguir ao 25 de Abril de 1974, apresentou o Telejornal, durante algum tempo, trabalhando nesse período como jornalista.
No ano de 1976, em Março, apresentou pela primeira vez o Festival RTP da Canção. Partilhou essa experiência com a colega Ana Zanatti. Em 1979 começou a apresentar os Jogos sem Fronteiras, foi o primeiro apresentador juntamente com Fialho Gouveia. Viria a apresentar durante vários anos ambos os programas e a realizar também a locução portuguesa do Festival Eurovisão da Canção.
Ao mesmo tempo que deu a cara a estes e a outros programas, emprestou a voz a diversos documentários, como narrador. Após o fim dos Jogos sem Fronteiras, em 1997, a presença do rosto de Eládio Clímaco na televisão passou a ser mais esporádica, continuando no entanto a sua voz a aparecer frequentemente em documentários de diversos canais. É ainda presença habitual nos festivais da canção.
Em 1983 participou na peça "Os Padres Também se Confessam" com Armando Cortez.
Em 2002, apresentou um programa de televisão chamado Melhor é Impossível, em parceria com Felipa Garnel, dedicado às crianças, que nele participavam com a suas famílias. Em 2003 apresentou com Isabel Angelino o programa Descobrir Portugal.
Em 2006, participou como dançarino convidado na primeira série do programa televisivo Dança Comigo. Em 2007, participou na gala dos 50 anos da RTP.
Foi também apresentador na RTP Memória. Está desligado da RTP desde 2012, tendo porém em 2015 participado na série Nelo e Idália, produzida pela Valentim de Carvalho para a RTP.

## Vida pessoal
O apresentador descreveu em entrevista a história dramática de uma paixão que teve aos 13 anos e durou até aos 22. Esse amor, que ia contra à vontade da sua mãe, obrigou Eládio a afastar-se da mulher pela qual se tinha deixado encantar. Ainda encontrou a sua amada já casada e com filhos. Nunca se casou.